# Сімейний фільм
Сімейний фільм (англ. Family film) — це жанр фільмів, які розраховані на різні вікові групи і тому підходять для перегляду всією сім'єю. Фільм Стівена Спілберга «Іншопланетянин» (1982) у грудні 2005 року за результатами опитування посів перше місце в списку «Ста найкращих сімейних фільмів».
Також окремо виділяють категорію так званих «дитячих фільмів» (англ. Children's films), які зроблені спеціально для дітей, і не обов'язково підходять для широкої аудиторії глядачів.

## Приклади
- Трилогія «Назад у майбутнє»
- Сам удома
- Фільми студії Волта Діснея
- Мисливці на привидів
- Бетховен
- серія фільмів «Гаррі Поттер»
- трилогія «Володар перснів»
- серія фільмів «Хроніки Нарнії»
- серія фільмів "50 відтінків сірого"